# Fußball-Bezirksliga Gera 1952/53
Die Bezirksliga Gera 1952/53 war die erste Austragung der vom Bezirksfachausschuss (BFA) Fußball Gera durchgeführten Bezirksliga Gera. Sie war die höchste Spielklasse im Bezirk Gera und die dritthöchste im Ligasystem auf dem Gebiet des DS. Durch die Verwaltungsreform im Juli 1952 in der DDR wurden 15 Bezirke (inklusive Ost-Berlin) anstelle der Länder gegründet. Daraufhin gab es auch im Fußball Änderungen im Ligasystem, so dass die Bezirksligen die ehemaligen Landesklassen ersetzten.
Die BSG Chemie Jena wurde erster Bezirksmeister und nahm an der Aufstiegsrunde zur DDR-Liga teil. Dort belegte Jena in der Staffel 2 den ersten Rang und stieg in der DDR-Liga auf.
In die untergeordnete Bezirksklasse stieg nach der Bezirksliga-Relegation die Betriebssportgemeinschaft (BSG) Traktor Wurzbach ab. Im Gegenzug stiegen zur Folgesaison die ersten beiden der Bezirksklasse BSG Stahl Silbitz und BSG Chemie Hermsdorf auf.

## Abschlusstabelle
| Pl. | Mannschaft                     | Sp. | S  | U  | N  | Tore    | Quote | Punkte |
| --- | ------------------------------ | --- | -- | -- | -- | ------- | ----- | ------ |
| 1.  | BSG Chemie Jena (BK)           | 22  | 14 | 6  | 2  | 041:110 | 3,73  | 34:10  |
| 2.  | BSG Chemie Elsterberg (LK)     | 22  | 12 | 6  | 4  | 066:250 | 2,64  | 30:14  |
| 3.  | BSG Motor Neustadt (Orla) (BK) | 22  | 13 | 4  | 5  | 053:180 | 2,94  | 30:14  |
| 4.  | BSG Chemie Kahla (LK)          | 22  | 10 | 6  | 6  | 051:340 | 1,50  | 26:18  |
| 5.  | BSG Fortschritt Weida (LK)     | 22  | 8  | 10 | 4  | 032:270 | 1,19  | 26:18  |
| 6.  | BSG Motor Saalfeld (LK)        | 22  | 9  | 5  | 8  | 045:390 | 1,15  | 23:21  |
| 7.  | BSG Einheit Rudolstadt (LK)    | 22  | 8  | 6  | 8  | 035:330 | 1,06  | 22:22  |
| 8.  | BSG Einheit Greiz (LK)         | 22  | 7  | 5  | 10 | 041:510 | 0,80  | 19:25  |
| 9.  | BSG Motor Königsee (LK)        | 22  | 8  | 2  | 12 | 047:600 | 0,78  | 18:26  |
| 10. | BSG Aufbau Triebes (LK)        | 22  | 6  | 2  | 14 | 037:550 | 0,67  | 14:30  |
| 11. | BSG Fortschritt Pößneck (LK)   | 22  | 6  | 1  | 15 | 017:610 | 0,28  | 13:31  |
| 12. | BSG Traktor Wurzbach (BK)      | 22  | 4  | 1  | 17 | 012:630 | 0,19  | 09:35  |

| (LK) qualifiziert über die Landesklasse Thüringen 1951/52                                                        |
| (BK) qualifiziert über die Bezirksklassen Ostthüringen, Mittelthüringen, Südthüringen und Südwestsachsen 1951/52 |

Namensänderung während der Saison
- BSG Fortschritt Neustadt/Orla ↔ BSG Motor Neustadt (Orla)

## Kreuztabelle
Die Kreuztabelle stellt die Ergebnisse aller Spiele dieser Saison dar. Die Heimmannschaft ist in der linken Spalte aufgelistet und die Gastmannschaft in der obersten Reihe.
| Bezirksliga Gera 28. September 1952 – 6. Mai 1953 | Bezirksliga Gera 28. September 1952 – 6. Mai 1953 | BSG Chemie Jena | BSG Chemie Elsterberg | NEU     | BSG Chemie Kahla | BSG Fortschritt Weida | SLF | BSG Einheit Rudolstadt | BSG Einheit Greiz | KÖN     | BSG Aufbau Triebes | BSG Fortschritt Pößneck | BSG Traktor Wurzbach |
| ------------------------------------------------- | ------------------------------------------------- | --------------- | --------------------- | ------- | ---------------- | --------------------- | --- | ---------------------- | ----------------- | ------- | ------------------ | ----------------------- | -------------------- |
| 01.                                               | BSG Chemie Jena                                   |                 | 1:0                   | 3:0     | 3:1              | 1:0                   | 0:1 | 4:1                    | 3:0               | 2:0     | 2:1                | 4:0                     | 2:0                  |
| 02.                                               | BSG Chemie Elsterberg                             | 0:4             |                       | 1:1     | 5:0              | 0:0                   | 3:0 | 2:1                    | 2:3               | 8:0     | 1:0                | 9:0                     | 8:0                  |
| 03.                                               | BSG Motor Neustadt (Orla)                         | 0:1             | 2:2                   |         | 1:0              | 6:0                   | 6:0 | 2:0                    | 5:1               | 5:1     | 6:1                | 1:2                     | 7:0                  |
| 04.                                               | BSG Chemie Kahla                                  | 1:1             | 1:0                   | 3:2     |                  | 2:2                   | 1:1 | 1:1                    | 1:1               | 6:1     | 5:0                | 2:0                     | 7:0                  |
| 05.                                               | BSG Fortschritt Weida                             | 1:1             | 1:1                   | 0:0     | 3:2              |                       | 2:2 | 1:1                    | 2:1               | 2:0     | 2:0                | 4:0                     | 4:0                  |
| 06.                                               | BSG Motor Saalfeld                                | 0:0             | 1:1                   | 1:0     | 3:1              | 3:0                   |     | 0:0                    | 6:2               | 1:4     | 7:0                | 3:1                     | 4:2                  |
| 07.                                               | BSG Einheit Rudolstadt                            | 0:0             | 2:3                   | 0:2     | 1:4              | 1:1                   | 3:2 |                        | 6:1               | 3:2     | 1:0                | 2:1                     | 2:0                  |
| 08.                                               | BSG Einheit Greiz                                 | 0:0             | 0:0                   | 0:2     | 0:3              | 2:2                   | 4:3 | 2:2                    |                   | 3:4     | 1:0                | 2:0                     | 6:0                  |
| 09.                                               | BSG Motor Königsee                                | 3:3             | 4:5                   | 1:3     | 6:2              | 2:0                   | 2:0 | 1:2                    | 3:4               |         | 7:0                | 2:2                     | 2:1                  |
| 10.                                               | BSG Aufbau Triebes                                | 0:1             | 3:4                   | 1:1     | 1:1              | 2:4                   | 5:3 | 1:0                    | 4:3               | 6:2     |                    | 3:1                     | 8:0                  |
| 11.                                               | BSG Fortschritt Pößneck                           | 0:5             | 1:8                   | 0:1     | 1:4              | 0:1                   | 2:0 | 0:5                    | 1:4               | 2:0     | 2:1                |                         | 1:0                  |
| 12.                                               | BSG Traktor Wurzbach                              | 2:0             | 0:3                   | [ G 1 ] | 1:3              | 0:0                   | 0:4 | 3:1                    | 2:1               | [ G 2 ] | 1:0                | [ G 3 ]                 |                      |

1. ↑  BSG Traktor Wurzbach – BSG Motor Neustadt (Orla) 1:1 (14. Spieltag); Wertung: 2:0 Punkte 0:0 Tore für Neustadt (Orla). Bei Wurzbach lag eine unberechtigte Spielteilnahme vor.
2. ↑  BSG Traktor Wurzbach – BSG Motor Königsee 0:0 (9. Spieltag); Wertung: 2:0 Punkte 0:0 Tore für Königsee. Bei Wurzbach lag eine unberechtigte Spielteilnahme vor.
3. ↑  BSG Traktor Wurzbach – BSG Fortschritt Pößneck 2:2 (12. Spieltag); Wertung: 2:0 Punkte 0:0 Tore für Pößneck. Bei Wurzbach lag eine unberechtigte Spielteilnahme vor.

Entscheidungsspiele um Rang 4
| Datum                   |                  | Gesamt |                       | Hinspiel | Rückspiel |
| ----------------------- | ---------------- | ------ | --------------------- | -------- | --------- |
| So 10. Mai / So 17. Mai | BSG Chemie Kahla | 2:1    | BSG Fortschritt Weida | 1:0      | 1:1       |

## Bezirksmeister
| 1.                       | BSG Chemie Jena |
| Logo der BSG Chemie Jena | Schmeißer Stöckel, Weider, Schleife Helmut Struppert, Anhalt Dieter Schmidt, Bödrich, Barth, Reinhard Franz, Siegfried Kaiser Trainer: Herbert Melzer |
| Logo der BSG Chemie Jena | außerdem: Böhme, Dünger, Arno Greiner, Seeliger |

## Bezirksliga-Relegation
In der Bezirksliga-Relegation ermittelten die beiden letzten der Bezirksliga und zwei Vertreter der Bezirksklasse den Qualifikanten für die folgende Bezirksligasaison.

### Abschlusstabelle
| Pl. | Mannschaft                                | Sp. | S | U | N | Tore    | Quote | Punkte |
| --- | ----------------------------------------- | --- | - | - | - | ------- | ----- | ------ |
| 1.  | BSG Fortschritt Pößneck (11. Bezirksliga) | 6   | 5 | 0 | 1 | 012:300 | 4,00  | 10:20  |
| 2.  | BSG Motor Zeulenroda (6. Bezirksklasse)   | 6   | 4 | 0 | 2 | 013:900 | 1,44  | 08:40  |
| 3.  | BSG Traktor Wurzbach (12. Bezirksliga)    | 6   | 3 | 0 | 3 | 011:110 | 1,00  | 06:60  |
| 4.  | BSG Rotation Pößneck (4. Bezirksklasse)   | 6   | 0 | 0 | 6 | 002:150 | 0,13  | 0:12   |

### Kreuztabelle
Die Kreuztabelle stellt die Ergebnisse aller Spiele dieser Aufstiegsrunde dar. Die Heimmannschaft ist in der linken Spalte aufgelistet und die Gastmannschaft in der obersten Reihe.
| Aufstiegsrunde 17. Mai 1953 – 21. Juni 1953 | Aufstiegsrunde 17. Mai 1953 – 21. Juni 1953 | BSG Fortschritt Pößneck | BSG Motor Zeulenroda | BSG Traktor Wurzbach | BSG Rotation Pößneck |
| ------------------------------------------- | ------------------------------------------- | ----------------------- | -------------------- | -------------------- | -------------------- |
| 1.                                          | BSG Fortschritt Pößneck                     |                         | 2:0                  | 2:0                  | 2:0                  |
| 2.                                          | BSG Motor Zeulenroda                        | 2:1                     |                      | 6:2                  | 2:0                  |
| 3.                                          | BSG Traktor Wurzbach                        | 1:3                     | 2:0                  |                      | 3:0                  |
| 4.                                          | BSG Rotation Pößneck                        | 0:2                     | 2:3                  | 0:3                  |                      |